# Habrophyes xuthosoma
Habrophyes xuthosoma là một loài bướm đêm trong họ Noctuidae.